# Torresina
Torresina (Torzela in piemontese) è un comune italiano di 48 abitanti della provincia di Cuneo in Piemonte.

## Geografia fisica

### Territorio
Torresina si trova sulla sommità di una collina, a un'altitudine di 704 m s.l.m.
È classificato nella zona sismica 4 (zona non a rischio sisma).

### Clima
Il comune è stato inserito nella zona climatica F e ha un fabbisogno termico di 3 188 gradi giorno. La normativa attuale non pone limiti all'accensione degli impianti di riscaldamento.

## Origini del nome
Il nome "Torresina", adottato nel 1892, deriva dall'originale Torricella, legato alla presenza della torre medievale nei pressi dell'abitato.

## Storia
La zona di Torresina è stata abitata in epoca preromana dagli Stazielli, seguiti da altre popolazioni ascritte alla tribù Publilia. La presenza di Roma in queste terre è confermata inoltre dal ritrovamento nel 1999 di una stele databile attorno al I secolo.
Attorno al 950, nel periodo delle incursioni saracene, venne costruita la torre attorno alla quale si svilupperà l'abitato, e che ne darà il nome.
Il 31 marzo 1381 il territorio di Torresina venne investito da Galeazzo Visconti, signore di Asti e Milano, a Cristoforo e Giacomo figli di Guglielmo II di Ceva. Da allora il paese restò ai Ceva fino al 1635, anno in cui ne vennero investiti i Del Carretto, con l'insolita particolarità dell'ereditarietà sia maschile sia femminile.
Nel 1684, per lascito testamentario, il feudo passò al barone di Nus: Giovanni Francesco Renato.
Il 16 aprile 1797 Torresina fu teatro di scontri fra le truppe napoleoniche che tentavano la presa del colle della Pedaggera e i difensori piemontesi. I francesi, afflitti da gravi problemi di rifornimento, occuparono il paese e lo sottoposero a requisizioni e tasse di guerra.
Torricella divenne comune nel 1829, per poi cambiare il suo nome nell'attuale nel 1892.

### Simboli
Lo stemma di Torresina è descritto: d'azzurro, alla torre destra fondata sulla pianura al castello diroccato sinistro (al naturale), alla pezza di bardatura di nero nascente dalla punta. Ornamenti esteriori da comune.

## Monumenti e luoghi d'interesse
- Chiesa di San Giorgio: dalla bella facciata in pietra di Langa, è caratterizzata da un recente mosaico raffigurante il santo patrono. L'interno, a singola navata con quattro cappelle laterali, ospita un crocifisso ligneo da processione del XVIII secolo e un'acquasantiera poggiata su capitello del XV secolo
- Cappella di Santa Croce: edificata nel 1844 in ringraziamento per la fine della lunga carestia, ha la particolarità di essere stata edificata da tutta la popolazione, che vi lavorò nei giorni festivi

## Società

### Evoluzione demografica
Abitanti censiti

## Amministrazione
| Periodo        | Periodo        | Primo cittadino   | Partito                 | Carica  | Note |
| -------------- | -------------- | ----------------- | ----------------------- | ------- | ---- |
| 22 luglio 1985 | 9 giugno 1990  | Mario Cipollini   | Lista civica            | Sindaco |      |
| 9 giugno 1990  | 24 aprile 1995 | Guido Mollo       | Indipendente            | Sindaco |      |
| 24 aprile 1995 | 14 giugno 1999 | Adolfo Mollo      | Centro                  | Sindaco |      |
| 14 giugno 1999 | 14 giugno 2004 | Celestino Ricca   | Lista civica            | Sindaco |      |
| 14 giugno 2004 | 8 giugno 2009  | Celestino Ricca   | Lista civica            | Sindaco |      |
| 8 giugno 2009  | 26 maggio 2014 | Renata Dalmazzone | Lista civica            | Sindaco |      |
| 26 maggio 2014 | 27 maggio 2019 | Renata Dalmazzone | Lista civica            | Sindaco |      |
| 27 maggio 2019 | in carica      | Renata Dalmazzone | Lista civica Tre spighe | Sindaco |      |

Dati del Ministero dell'Interno.

### Altre informazioni amministrative
Torresina faceva parte della comunità montana Alto Tanaro Cebano Monregalese.